# Răzvani, Călărași
Răzvani este un sat ce aparține orașului Lehliu Gară din județul Călărași, Muntenia, România.
Populatia satului este de aproximativ 2800 locuitori. In zona se afla lacuri si balti pentru pescuit, aflate in circuitul national al pescuitului sportiv 